# 大橋照子のしゃべりバビデブー
大橋照子のしゃべりバビデブー（おおはしてるこ - ）は、文化放送系列で1999年4月5日〜2001年4月1日に放送されていたラジオ番組である。ゲームメーカーナムコ1社提供。

## 概要
パーソナリティは大橋照子と構成作家の鶴間政行。TBSラジオで1998年10月3日〜1999年4月3日に放送されていた『大橋照子のラジオはカプチーノ』の後を受け、出演者、スポンサーのナムコとも揃って文化放送に局を移し、『大橋照子のラジオはカプチーノ』終了の2日後にスタートした。
1時間番組の前半30分を普通のお便り紹介、後半30分をネタハガキやナムコのゲーム紹介にした内容。エンディングはポエムの朗読で締められる。文化放送系列でありながら構成の鶴間が担当していたこともあり、TBSラジオの『コサキンDEワァオ!』のリスナーが投稿しており、互いに姉妹番組と称していた。本番組終了後、『大橋照子のこれでキメましょう!』に受け継がれる。

## 放送時間
- 関東地方（文化放送）での放送時間
  - 毎週月曜日 20:00 - 21:00（1999年4月5日 - 1999年9月27日）
  - 毎週日曜日 25:00 - 26:00（1999年10月10日 - 2001年4月1日）
- BSQR489での放送時間
  - 毎週木曜日 20:00 - 21:00（2000年12月7日 - 2001年12月27日）

## パーソナリティ
- 大橋照子
- 鶴間政行

| 文化放送 毎週日曜日 25:00 - 26:00 枠（1999年10月10日 - 2001年4月1日） | 文化放送 毎週日曜日 25:00 - 26:00 枠（1999年10月10日 - 2001年4月1日） | 文化放送 毎週日曜日 25:00 - 26:00 枠（1999年10月10日 - 2001年4月1日）                                         |
| 前番組 | 番組名                                                                | 次番組 |
| --- | --------------------------------------------------------------------- | --- |
| 〜ヘキサムーン・ガーディアンズ 喜久子・麻里安の〜お月様にお願い!〜 （25:00 - 25:30） 10月8日から金曜26時に放送時間変更 かーな・おみまゆ くるるん大放送!! （25:30 - 26:00） | 大橋照子のしゃべりバビデブー                                          | 大橋照子のこれでキメましょう! （25:00 - 25:30） 清水宏のDJ王子 （25:30 - 26:00） 土曜9:30-10:00に放送時間変更 |
| BSQR489 毎週木曜日 20:00 - 21:00 枠（2000年12月7日 - 2001年12月27日） |                                                                       | |
| 開局前 | 大橋照子のしゃべりバビデブー                                          | 大橋照子のこれでキメましょう! （20:00 - 20:30） シスター・プリンセス〜お兄ちゃんといっしょ （20:30 - 21:00）  |